# Hartmut Olejnik
Hartmut Olejnik (geboren am 8. Mai 1930 in Haynau) ist ein deutscher Gartenarchitekt und ehemaliger Direktor des Tierparks in Stralsund.
Olejnik absolvierte nach der Flucht seiner Familie aus Schlesien von 1947 bis 1949 eine Lehre als Gärtner in Glauchau. Anschließend arbeitete er als Volontär in der Leipziger Blumenbinderei Hanisch. Von 1950 an studierte Olejnik an der Fachschule für Gartenbau in Quedlinburg. Er schloss dieses Studium 1953 als Gartenbauingenieur ab und fand beim Stralsunder Naturkundemuseum, dem heutigen Meeresmuseum, eine Anstellung.
Ab September 1953 wurde er als Bauleiter für die Grüngestaltung im Wohnungsbau im Bauamt Stralsund eingesetzt. Zum 1. Januar 1954 übernahm Olejnik die Leitung der neu geschaffenen Einrichtung Park- und Grünanlagen und 1956 zusätzlich die Leitung der städtischen Stralsunder Friedhöfe. Ohne Kenntnisse der Originalpläne und Archivalien der Stralsunder Gartenanlagen erfasste er dennoch die ursprünglichen Besonderheiten der Anlagen und setzte diese bei der Neugestaltung um.
In Olejniks Verantwortung fielen die Neugestaltung des Rosengartens im Johanniskloster Stralsund (1954), die Anlage der Grünflächen im Wohngebiet Franken (1955), die Trümmerflächenbegrünung in der Altstadt in den 1950er-Jahren, die Neugestaltung der Gartenanlage auf der Schützenbastion (1955), die Gestaltung des Platzes des Friedens (1958) sowie der Brunnenaue (1960–1963). Ebenfalls verantwortlich zeichnete er aber auch für die aus heutiger Sicht erheblichen Eingriffe in eine stimmige städtebauliche Situation des Ernst-Thälmann-Platzes an der Sundpromenade und des Ehrenfriedhofs für die Soldaten der Roten Armee an der Marienkirche.
1959 begann Olejnik mit dem Aufbau der Fasanerie auf der Stralsunder Küterbastion und des im Stadtwald entstehenden Tierparks Stralsund. Ab 1971 wirkte er als Direktor des Tierparks.
Ab 1973 war Olejnik Mitglied der Kommission Tiergärten beim Ministerium für Kultur der DDR und Bezirksfachausschuss-Vorsitzender der Gruppe Dendrologie beim Kulturbund der DDR.
1995 wurde Hartmut Olejnik in Anerkennung seiner Verdienste als Tierparkdirektor und Gartenarchitekt anlässlich seiner Pensionierung die Ehrenbürgerschaft der Stadt Stralsund verliehen.